# Petriolo
Petriolo (im lokalen Dialekt: Pitriólu) ist eine italienische Gemeinde (comune) mit 1825 Einwohnern (Stand 31. Dezember 2023) in der Provinz Macerata in den Marken. Die Gemeinde liegt etwa 8 Kilometer südlich von Macerata. Der Fluss Fiastra bildet die nördliche Gemeindegrenze.

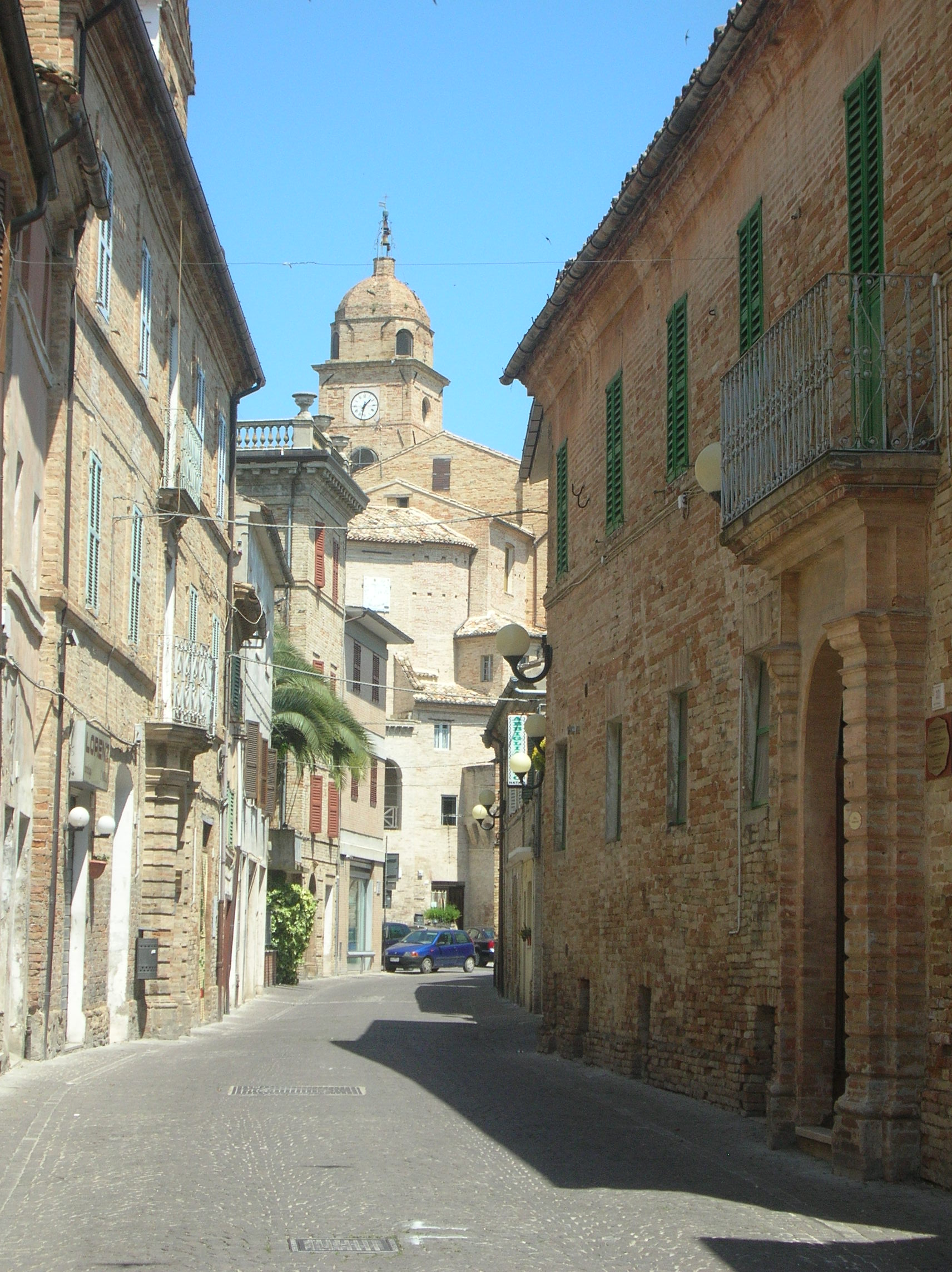
Petriolo

## Geschichte
Nach dem Kriegseintritt Italiens im Juni 1940 errichtete das faschistische Regime ca. 50 Internierungslager (campo di concentramento) in ganz Italien, unter anderem auch in Petriolo im Dezember 1942. Es befand sich in der Villa Castelletto, auch Villa Savini genannt, einem Landhaus in einem abgelegenen Ortsteil. Es handelte sich um ein Frauenlager; die Insassinnen waren „feindliche Ausländerinnen“ und ausländische Jüdinnen, die am 13. Dezember 1942 nach der Schließung des Lagers in Treia dorthin verlegt worden waren. Die Maximalbelegung in Treia und Petriolo betrug 42 Internierte.
Am 8. September 1943, dem Tage der Verkündung des Waffenstillstands, verließen alle Internierten das Lager.